# Japanse kampioenschappen schaatsen afstanden 2020 - 1000 meter mannen
De 1000 meter mannen op de Japanse kampioenschappen schaatsen afstanden 2020 werd gereden op zaterdag 26 oktober 2019 in het ijsstadion Hachinohe Skating Arena in Hachinohe.

## Statistieken
| #      | Schaatser           | Tijd       |
| ------ | ------------------- | ---------- |
| Goud   | Tatsuya Shinhama    | 1.09,63 BR |
| Zilver | Ryouta Kojima       | 1.09,64 PR |
| Brons  | Masaya Yamada       | 1.09,77    |
| 4      | Kouki Kubo          | 1.10,00    |
|        | Shunsuke Nakamura   | 1.10,00    |
|        | Taro Kondo          | 1.10,00    |
| 7      | Takuro Oda          | 1.10,16    |
| 8      | Yuuto Fujino        | 1.10,25    |
| 9      | Yamato Matsui       | 1.10,40    |
| 10     | Junya Miwa          | 1.10,55    |
| 11     | Tsukasa Oowada      | 1.10,82    |
| 12     | Tsubasa Hasegawa    | 1.10,83    |
| 13     | Daichi Yamanaka     | 1.11,06    |
| 14     | Hayato Nakamura     | 1.11,09    |
| 15     | Ryuu Kosaka         | 1.11,20    |
| 16     | Hirokazu Kobayashi  | 1.11,24 PR |
| 17     | Yuuga Obara         | 1.11,46    |
| 18     | Taiyo Nonomura      | 1.11,61    |
| 19     | Itsushi Tsujimoto   | 1.11,66    |
| 20     | Wataru Morishige    | 1.11,73    |
| 21     | Yuuma Murakami      | 1.11,77    |
|        | Masayuki Ishikawa   | 1.11,77    |
| 23     | Katsuhiro Kuratsubo | 1.11,97 PR |
| 24     | Takamasa Ikeda      | 1.12,05    |
| 25     | Keigo Abe           | 1.12,72    |
| 26     | Kiyotaka Tokiyasu   | 1.12,86 PR |
| 27     | Ryo Yamaguchi       | 1.12,87    |
| 28     | Shuu Sato           | 1.12,96    |
| 29     | Kinya Matsui        | 1.13,12    |
| 30     | Torai Ishikawa      | 1.14,27    |

| Rit        | Baan   | Schaatser           | Tijd (rang)  |
| ---------- | ------ | ------------------- | ------------ |
| 1          | Binnen | Kiyotaka Tokiyasu   | 1.12,86 (26) |
| 1          | Buiten | Shuu Sato           | 1.12,96 (28) |
| 2          | Binnen | Kinya Matsui        | 1.13,12 (29) |
| 2          | Buiten | Hirokazu Kobayashi  | 1.11,24 (16) |
| 3          | Binnen | Katsuhiro Kuratsubo | 1.11,97 (23) |
| 3          | Buiten | Keigo Abe           | 1.12,72 (25) |
| 4          | Binnen | Wataru Morishige    | 1.11,73 (20) |
| 4          | Buiten | Masayuki Ishikawa   | 1.11,77 (21) |
| 5          | Binnen | Torai Ishikawa      | 1.14,27 (30) |
| 5          | Buiten | Ryo Yamaguchi       | 1.12,87 (27) |
| 6          | Binnen | Taiyo Nonomura      | 1.11,61 (18) |
| 6          | Buiten | Yuuma Murakami      | 1.11,77 (21) |
| 7          | Binnen | Takamasa Ikeda      | 1.12,05 (24) |
| 7          | Buiten | Itsushi Tsujimoto   | 1.11,66 (19) |
| Dweilpauze |        |                     |              |
| 8          | Binnen | Yuuga Obara         | 1.11,46 (17) |
| 8          | Buiten | Yamato Matsui       | 1.10,40 (9)  |
| 9          | Binnen | Kouki Kubo          | 1.10,00 (4)  |
| 9          | Buiten | Hayato Nakamura     | 1.11,09 (14) |
| 10         | Binnen | Ryouta Kojima       | 1.09,64 (2)  |
| 10         | Buiten | Tsubasa Hasegawa    | 1.10,83 (12) |
| 11         | Binnen | Daichi Yamanaka     | 1.11,06 (13) |
| 11         | Buiten | Junya Miwa          | 1.10,55 (10) |
| 12         | Binnen | Shunsuke Nakamura   | 1.10,00 (4)  |
| 12         | Buiten | Tsukasa Oowada      | 1.10,82 (11) |
| 13         | Binnen | Taro Kondo          | 1.10,00 (4)  |
| 13         | Buiten | Ryuu Kosaka         | 1.11,20 (15) |
| 14         | Binnen | Yuuto Fujino        | 1.10,25 (8)  |
| 14         | Buiten | Tatsuya Shinhama    | 1.09,63 (1)  |
| 15         | Binnen | Masaya Yamada       | 1.09,77 (3)  |
| 15         | Buiten | Takuro Oda          | 1.10,16 (7)  |